# ماريا باربييتو
ماريا نيكولاسا باولا باربييتو سيرفينيو (لا كورونيا، 1880 - لا كورونيا، 1970) كانت معلمة، تربوية، كاتبة، مترجمة، وعالمة لغويات، وأستاذة جامعية. قدمت إلى غاليسيا مبادئ ماري مونتيسوري، وكذلك أساليب البيداغوجي البلجيكي ديكرولي.
ماريا نيكولاسا باولا باربييتو سيرفينيو كانت ابنة الكاتب أفيلينو باربييتو هيرموسيا وزوجته ماريا سيرفينيو فازكيز، ونشأت في بيئة ليبرالية ومثقفة. في عام 1909 تزوجت من خوان مارتينيز موراس وأنجبت منه ثلاثة أطفال: خوان، كارلوس مارتينيز-باربييتو، وإيزابيل.
بعد دراستها الابتدائية، حصلت على شهادة "مايسترا سوپريور" (معلمة عليا) في عمر 16 سنة، وفازت بمكان في الامتحانات التنافسية لعام 1902 كأفضل طالبة في دفعتهما وهي تبلغ 21 سنة. اختارت العمل في مدرسة مدينتها الأم حيث عملت كمعلمة حتى عام 1936.
منذ عام 1911، كانت مديرة للمدرسة التي حولتها إلى مدرسة نموذجية، وكانت رائدة في التجديد التربوي عبر تطبيق طريقة مونتيسوري، التي تعتمد على مبادئ نفسية تربوية تركز على حرية الطفل ونشاطه الذاتي في بيئة تشجع نموه. كما أدخلت طريقة "مراكز الاهتمام" التي طورها أوفيد ديكرولي، والتي تقوم على وضع خطة دراسة حسب الاهتمامات الشخصية لكل مرحلة عمرية. في تقرير أنشطتها لعام 1932، وضحت مشروعها المدرسي والمنهج التربوي، وشملت تجهيزات مثل مواد مونتيسوري التي استوردتها من إيطاليا عام 1915، مجموعات من اللوحات التعليمية، جهاز جراموفون للاستماع للموسيقى، مكتبة مدرسية، ومكتبة شعبية متنقلة تبرعت لاحقًا بجزء من مجموعتها إليها.
في عام 1933، حصلت على منصب مفتشة معلمات عن طريق مسابقة كفاءة، ومن خلاله أنشأت خطة "القراءة الشاملة" (1934) للمدارس في منطقتها الإشرافية. وفي 1935، قامت برحلة دراسية إلى أوروبا برعاية مجلس توسيع الدراسات، رفقة عشرة معلمين إسبان آخرين، زارت خلالها مؤسسات تعليمية في فرنسا، بلجيكا، هولندا، ألمانيا، سويسرا وإيطاليا، حيث اطلعت على طرق التعليم السائدة هناك. بعد العودة، كتبت ملخصًا للرحلة بعنوان "Países y Escuelas" (الدول والمدارس)، قدمت فيه نقدًا للطرق التربوية التي شاهدتها، مشيدة بجوانب مثل مجانية وإلزامية المدارس الحكومية في بلجيكا، والروح الديمقراطية للمدارس الألمانية التي تتبع البيداغوجيا والدورفية لـرودولف شتاينر، والبيئة النشطة في مدارس ميلانو التي رعتها جوزيبينا بيتزيغوني.
ضمن اهتماماتها التربوية، كان موضوع التعدد اللغوي في المدارس الغاليكية، وكتبت مقالًا في مجلة الأكاديمية الغاليكية في أغسطس 1931 تؤكد فيه على "الخصوصية الإقليمية" وتدعو إلى ضرورة استخدام اللغة الأم بين المعلم والطلاب، مشددة على:
"تخصيص يوم في الأسبوع للقراءة والكتابة والمحادثة باللغة الأم لجميع الطلاب بدون استثناء. قراءة وتلاوة في ذلك اليوم لأبرز شعرائنا وكتّابنا."
في سعيها لتقديم تعليم جيد للأطفال، شرعت ماريا نيكولاسا في مجموعة من الأنشطة التي تغطي الاحتياجات الأساسية بهدف تحقيق الرفاه الاجتماعي كأساس للنمو العقلي. لهذا الغرض، قامت بعمل مساعدات مكثف من خلال عدة مشاريع مثل «قطرة الحليب» (Gota de Leche)، «بيت الحضانة» (Casa Cuna)، «مأوى وطعام لا دا غواردا» (Comedor y ropero Da Guarda)، و«المخيمات المدرسية للأطفال المعرضين للسل» (Colonias Escolares para Niños pretuberculosos). كما كانت رئيسة لجمعية كونسبسيون أرينال التي تهدف إلى حماية وإعادة تأهيل السجناء.
أسست أيضًا منظمة «الطفل الحافي» (El niño descalzo) بالتعاون مع مدير صحيفة لا فويس دي غاليثيا، لتوزيع الأحذية على الأطفال الفقراء في المدينة. كما شاركت في «مجلس حماية الطفولة» (Junta de protección a la infancia) وروّجت لـ«حفلة الزهور» (Fiesta de la Flor)، والتي كانت سابقة لـ«حفلة العلم» (Fiesta de la banderita)، وأقيمت لأول مرة في لا كورونيا عام 1912 لدعم المؤسسات الخيرية المعنية بالأطفال.
اقترحت «حفلة الزهور» في 2 مارس 1912 خلال مؤتمر ألقته في مدرسة المعلمات النموذجية، مستندة إلى نموذج جمع التبرعات المتبع في بعض دول أوروبا. وبدعم من السلطات والشخصيات المهمة، خلال احتفالات المدينة، كانت المتطوعات يقدمن الزهور مقابل تبرعات توزّع على المؤسسات الخيرية المعنية بالأطفال. وبسبب نجاحها، انتشرت حفلة الزهور منذ عام 1913 في مدن إسبانية أخرى، ومنذ عام 1914 وبأمر من الحكومة، خصصت التبرعات لدعم مكافحة مرض السل.
ماريا نيكولاسا باربييتو تنتمي إلى معهد الدراسات الجاليكية (Instituto de Estudios Gallegos) والأكاديمية الملكية الجاليكية (Real Academia Gallega)، وحصلت على عدة جوائز أدبية وتكريمات من مختلف الأنواع مثل ميدالية التعاونيات (Medalla de Mutualidades)، صليب الإحسان (Cruz de Beneficencia)، وميدالية ذهبية من الصليب الأحمر (Medalla de Oro de la Cruz Roja). باعتبارها امرأة، قالت: «أنا نسوية، لكنني لست ثورية» مؤكدة على أهمية تعليم النساء وكانت مدافعة قوية عن حقوق المرأة.
في عام 1937 اضطرت للخضوع إلى لجنة تصفية التعليم (Comisión Depuradora del Magisterio) وتمت إزالتها من منصب مديرة المدرسة مجموعة يوزيبيو دا غواردا (Grupo Eusebio Da Guada). وفي عام 1941، وعندما كانت تبلغ من العمر ستين عامًا، بسبب أسباب سياسية، فقدت مناصبها الأكاديمية وأُجبرت على التقاعد. بدأت مرحلة جديدة من حياتها بعيدًا عن المدارس، مكرسة نفسها للكتابة وترجمة الكتب الفرنسية.
توفيت في 20 نوفمبر 1970 في لا كورونيا.
ماريا باربييتو كانت دائماً ضد التعليم المبني على الحفظ عن ظهر قلب، وبدلاً من ذلك فضّلت منهجية تستفيد من موارد المجتمع وتشجّع على الملاحظة. بالنسبة لها، التعليم ليس مجرد نقل معرفة، بل هو تكوين الأطفال ليتمكنوا من اكتسابها بأنفسهم، مدافعة بذلك عن تعليم متجدد، حرّ، ومبدع. لهذا السبب ألغت الأنظمة التكرارية (الميمورística) وأدخلت المراجع التعليمية والتربوية المستمدة من أفكار الفيلسوف الأمريكي جون ديوي (John Dewey) والطبيب وعالم النفس التربوي البلجيكي ديكرولي (Decroly) ومنهجه القائم على مراكز الاهتمام.
كانت تشكك في تعلم القواعد النحوية بناءً على مجموعة من القوانين والتعريفات، ورأتها أن المهم هو إتقان اللغة، ولتحقيق ذلك اقترحت تعزيز المحادثات. كما أنها لم تؤمن بأن دراسة التاريخ يجب أن تعتمد على حفظ البيانات، بل يجب أن يكون له معنى حي وإنساني، أي دراسة الأحداث التاريخية بناءً على تأثيرها في البشرية.
دافعت عن إنشاء مدارس عامة («مدارس للجميع») بدلاً من المدارس الطبقية. أدخلت الموسيقى والجمباز الإيقاعي في المدرسة، كما افتتحت مطاعم مدرسية، خزائن للملابس، ومستعمرات مدرسية. في مدارس لا غواردا أضافت الملاحظة الأنثروبولوجية واستخدام بطاقات للدراسة النفسية الفردية لكل طالب وطالبة. وكانت من الداعمين الكبار للتعليم المشترك بين الجنسين وللإستخدام الرسمي للغتها الأم، الجاليكية، داخل الفصول.
كدليل على الممارسات التربوية التي شاهدتها في المدارس الأوروبية، اقترحت في كتابتها عدة ابتكارات، منها تبادل الرسائل بين الطلاب، الصحف المدرسية، أرشيفات لأعمال الأطفال، الحدائق المدرسية، عروض سينمائية، إنشاء صحيفة مدرسية، متاحف داخل المدرسة، وعروض مسرحية للأطفال.
كتبَت ماريا باربييتو العديد من المقالات والكتب، ومن أبرزها:
Niños y educadores (الأطفال والمربون)، 1913.
La mujer, antes, ahora y después (المرأة: قبل، الآن، وبعد)، 1934.
Concepción Arenal. Breviario humano (كونسيبثيون أرينال: مختصر إنساني)، 1949، ونُشر أيضاً عام 1974.
Países y escuelas (الدول والمدارس)، 1975.

بالنسبة للمحاضرات المرتبطة بهذه الكتب:
Niños y educadores كانت محاضرة ألقاها في اجتماع الحرفيين في لاكورونيا بتاريخ 4 مايو 1913.
La mujer, antes, ahora y después كانت محاضرة ألقاها في 19 مايو 1934 أمام الجمعية الجمهورية النسائية.
Breviario humano: Concepción Arenal هو مختارات لأفكار كتبتها ماريا باربييتو وكتبت مقدمتها كتكريم للشخصية المحترمة كونسيبثيون أرينال.